# ジョセフ・アーランガー
ジョセフ・アーランガー（Joseph Erlanger、1874年1月5日 - 1965年12月5日）は、アメリカ人の生理学者、医師。神経線維の様々なタイプを発見して、ハーバート・ガッサーとともに1944年度のノーベル生理学・医学賞を受賞した。
カリフォルニア州サンフランシスコで生まれ。1899年、ジョンズ・ホプキンス大学医学部卒業。1904年にジョンズ・ホプキンス大学準教授となる。ウィスコンシン大学マディソン校教授、セントルイス・ワシントン大学教授を歴任。ミズーリ州セントルイスで死去した。